# 2 Broke Girls
2 Broke Girls là một bộ phim sitcom của Mỹ tạo cho Warner Bros. Television bởi Michael Patrick King và Whitney Cummings. Nó chiếu ở Mỹ trên kênh CBS vào tháng chín 2011. Đặt trong khu phố Williamsburg, Brooklyn, New York City, cốt truyện của bộ phim kể về cuộc sống của bạn cùng phòng Max Black (Kat Dennings) và Caroline Channing (Beth Behrs). Trong khi Caroline được nuôi dạy như con gái của một triệu phú, Max đã lớn lên trong nghèo khó, dẫn đến những quan điểm khác nhau về cuộc sống, mặc dù họ cùng nhau làm việc trong một quán ăn địa phương trong khi cố gắng để gây quỹ để bắt đầu một doanh nghiệp cupcake.
Kể từ khi ra mắt, bộ phim đã nhận được một phản ứng phân cực từ các nhà phê bình và khán giả như nhau. Các chất hóa học trên màn hình giữa hai nhân vật chính đã được ca ngợi, trong khi những người khác đã lên án sự phụ thuộc của chương trình về sự hài hước tính dục và định kiến chủng tộc. Nó đã được đề cử ba giải Emmy 2012, chiến thắng cho Chỉ đạo nghệ thuật. Vào ngày 25 tháng 3 năm 2016, chương trình đã được gia hạn thêm một mùa giải thứ sáu, được thiết lập để ra mắt vào ngày 10 tháng 10 năm 2016.

## Nội dung
Bộ phim kể về cuộc sống của hai cô gái bồi bàn vào năm họ 20 tuổi (ở đầu bộ phim). Max Black (Kat Dennings), con gái của một người mẹ giới lao động nghèo khổ và một người cha không biết mặt, và Caroline Channing (Beth Berhs), người được ngậm thìa vàng nhưng hiện tại thì nghèo kiết xác và chịu đủ mọi tủi nhục bởi vì bố cô ấy, Martin Channing, bị bắt vì tham nhũng. Cả hai làm việc cùng nhau tại một quán ăn ở Brooklyn, trở thành bạn cùng phòng và bạn thân trong khi thực hiện ước mơ mở một tiệm bánh cupcake của họ. Làm việc với họ tại quán ăn gồm có ông chủ - Han Lee (Matthew Moy), Oleg (Jonathan Kite) – một đầu bếp người Ukrainian có tâm hồn lạc quan nhưng khá hư hỏng, và Earl (Garrett Morris) – cụ thu ngân 75 tuổi. Xuất hiện trễ trong mùa đầu tiên là hàng xóm của hai cô gái, cũng là chủ của công việc bán thời gian của họ - Sophie (Jennifer Coolidge), dân nhập cư người Ba Lan, chủ của một công ty vệ sinh nhà của Sophie’s Choice.
Trong suốt mùa đầu, Max là một người giữ trẻ bán thời gian cho cặp trẻ song sinh của Peach Landis (Brooke Lyons), người nhận nuôi con ngựa Chestnut của Caroline trong suốt mùa. Ở tập cuối cho thấy hai cô gái đã hầu như dành dụm đủ cho mục tiêu $250,000. Ở mùa thứ 2, Sophie cho họ mượn $20,000, số tiền đó đủ cho họ mở tiệm bánh. Nhưng công việc của họ lại thất bại, trong tập 18 hộ bắt buộc phải từ bỏ hợp đồng của tiệm cupcake với số tiền chỉ đủ để trả nợ cho Sophie, số tiền trở lại $1 vào tập cuối của mùa 2.
Ở mùa 3, các cô gái lần nữa kinh doanh ở một phòng ở phía sau quán ăn, dùng cửa sổ như là nơi giao tiếp với khách. Max được tuyển vào đó và Caroline thì làm việc cho ở trường dạy làm bánh ở Manhattan, nơi Max tìm thấy tình yêu của mình, Deke, đánh dấu lần đầu Max có cảm xúc với một người đàn ông trong bộ phim. Caroline có một đoạn tình ngắn với Bếp trưởng của trường dạy làm bánh - Nicholas, việc này khiến cho Nicholas phải đóng cửa trường học và trở về Pháp với vợ của anh ta. Họ cũng  cố để bố mẹ của Deke đầu tư vào trường dạy làm bánh, dự định tự mình tiếp quản nó nhưng không thành công.
Trong suốt mùa 4, các cô gái kinh doanh áo T-shirt Cupcake và nó thành công một cách nhanh chóng. Max và Caroline hợp tác trong một cửa hàng dạy làm bánh “The High” để kiếm thêm tiền trả cho cửa hàng T-shirt Cupcake. Cuối mùa 4, Oleg và Sophie kết hôn, và hai cô gái nhận ra họ có công việc để lo lắng và ước mơ để họ phấn đấu, điều đó khiến họ từ bỏ “The High” và trở về với việc kinh doanh của họ.
Ở mùa 5, Caroline bán câu chuyện về cuộc đời của mình cho một hãng phim với giá $s250,000. Cô dùng phần lớn số tiền để mở rộng không gian bán bánh cupcake cũ với một tiệm pizza kế bên, sửa thành quầy bar tráng miệng. Số tiền $30,000 còn lại dùng để giúp chủ của nhà hàng là Han trả sô nợ thua khi cờ bạc. Trong lúc ở Hollywood cùng Caroline trao đổi ý kiến về kịch bản kể về cuộc đời cô ấy, Max gặp người đàn ông thứ hai trong bộ phim mà cô đem lòng yêu, một luật sư ở Los Angeles – Randy. Khi đó, bất chấp tuổi tác của mình, Sophie mang thai con của Oleg.
Mùa 6 cho thấy Sophie và Oleg chào đón đứa con gái Barbara của họ chào đời. Randy trở về để nhanh chống tiếp tục mối quan hệ với Max, nhưng không thành. Randy muốn Max chuyển đến Canada cùng mình, nhưng Max, lần đầu tiên công khai về tình bạn thân thiết với Caroline, nói rằng cô ấy không thể chuyển đi vì cô có một người quan trọng trong cuộc đời cô ấy. Khi đó, Caroline gặp Bobby, nhà thầu muốn xây dựng lại quầy bar giải khát sau một cơn bão, và cả hai bắt đầu mối quan hệ. Cuối mùa 6, bộ phim về cuộc đời Caronline đã hoàn thoàn, nhưng Caroline dùng $10,000 cho bộ váy mặc lúc công chiếu, khiến cho tiền dành dụm của cả hai cạn sạch và khiến mối quan hệ giữa họ trở về trạng thái “tan vỡ”. Randy trở lại New York, lần này là lâu dài, và cầu hôn với Max, cô đồng ý.

## Diễn viên và nhân vật
- Kat Dennings trong vai Max Black, một trong những nhân viên phục vụ tại Williamsburg Diner. Cô là một cô gái nghèo giai cấp công nhân, người có một tuổi thơ khó khăn tại Hope, Rhode Island và thậm chí vẫn khó khăn khi cô trưởng thành, lớn lên trong sự nghèo khó thật sự và được nuôi dưỡng bởi một người mẹ là thường vắng mặt và không làm chủ được hành vi nguy hiểm khi cô xung quanh. (Đó là ngụ ý rằng mẹ cô là một người nghiện ma túy.) Han ban đầu cho phép cô bán cupcake tự làm trong quán ăn, dẫn đến cô đi về phía trước với ý tưởng của Caroline để đi vào kinh doanh cupcake. Cô gái tóc nâu Max là người từng trải trường đời, thường cười nhạo khi bị sỉ nhục, và thường tự châm biếm về sự bừa bãi của riêng mình, cô ấy có bộ ngực to, và niềm đam mê trong cần sa. Cô luôn mang giày da màu nâu cao đến đầu gối trong khi hầu bàn.
- Beth Behrs trong vai Caroline Wesbox Channing, một cô phục vụ mới tại Williamsburg Diner. Cô từng là một cô gái sống trong xa hội thượng lưu (trong phong cách của Paris Hilton[3]),từng tốt nghiệp Đại học Pennsylvania Wharton và cô đã mất tất cả tiền của mình khi cha cô bị bắt và bị tống vào tù cho một kế hoạch lừa đảo. Cô buộc phải làm lại từ đầu và trở thành đồng nghiệp, bạn cùng phòng và người bạn tốt nhất cuối cùng của Max. Cô đi lên với những ý tưởng bắt đầu kinh doanh cupcake với Max. Mặc dù được nuông chiều từ khi cô sinh ra đến khi mất tất cả tài sản, Caroline rất tốt và lạc quan, nhưng cũng đôi lần thích sống ảo. Caroline tóc vàng luôn đeo dây chuyền ngọc trai lớn với bộ đồng phục cô hầu bàn cô cũng như giày cao gót.
- Garrett Morris trong vai Earl, ông thu ngân, người đã làm việc tại Williamsburg Diner kể từ năm 1962,[4] hoặc 1989,[5] và một cựu nhạc sĩ nhạc jazz người lớn tuổi với một tình yêu cần sa và cờ bạc. Max là rất gần gũi với ông, và thường xuyên nói rằng cô muốn ông là cha của cô.
- Jonathan Kite trong vai Vanko Oleg Golishevsky, một đầu bếp người Ukraine tại Williamsburg Diner. Anh ta quấy rối tình dục Max và Caroline liên tục với những trò đùa không thích hợp, ám chỉ và mệnh đề quan hệ tình dục, nhưng hành vi của mình lành tính và dễ dàng bỏ qua (hoặc chế nhạo, bởi Max). Sau đó anh ấy đã biểu lộ sự quyến rũ với Sophie, và có một mối quan hệ tình dục chỉ với cô ấy. Vào phần hai của bộ phim, Oleg lừa dối Sophie, dẫn cô đến một cách giận dữ chia tay với anh ta trước khi phần ba bộ phim được công chiếu. Trong phần bột, cả hai đã làm hòa và quyết định kết hôn;nó được tiết lộ rằng anh cần phải kết hôn vì thẻ xanh của anh sẽ hết hạn.
- Matthew Moy trong vai Han Lee, chủ sở hữu của Williamsburg Diner. Anh ta luôn bị lấy ra làm cho đùa (chủ yếu là từ Max) liên quan đến chiều cao của mình, phong cách nữ tính của mình bất chấp những tuyên bố của mình là dị tính, và sự thiếu hiểu biết về văn hóa Mỹ. Ông là người gốc Hàn Quốc và ông luôn liên lạc với cha mẹ và quê hương của mình thường xuyên.
- Jennifer Coolidge trong vai Sophie Kachinsky (định kỳ, mùa 1;thường xuyên, mùa 2-nay),[6] một phụ nữ Ba Lan sở hữu một công ty dọn dẹp nhà cửa, sống ở căn hộ lên lầu, trên căn hộ của các cô gái, và thường buôn dưa lê bằng những câu chuyện về cuộc sống tình dục của mình, cũng như về cộng đồng Ba Lan. Cô ấy không thích Caroline nhiều như Max, nhưng cô cũng đầu tư vào kinh doanh cupcake trong phần hai của bộ phim. Cô đã dính vào một mối quan hệ với Oleg trong phần hai và ba, đính hôn với anh trong phần bốn, kết hôn với anh ta trong tập cuối phần 4, và trong suốt phần năm cô đã mang thai đứa con đầu tiên của họ. Trong những tập mới nhất của phần sáu họ đã có một bé gái.

## Nhân vật định kỳ
- Chestnut là con ngựa của Caroline đang sống trong khu vườn tại căn hộ của Max. Tên thật ngoài đời của nó là Rocky
- Brooke Lyons trong vai Peach Landis (phần 1). Một người mẹ sống kiểu rất quan tâm người ta nghĩ gì về mình. Cô luôn làm ra vẻ cô không phải là một phiên bản thất bại về việc làm mẹ. Cô có 2 đứa bé sơ sinh, Brad và Angelina (lấy tên từ các Diễn viên ngoài đời Brad Pitt và Angelina Jolie), Max là người trông 2 đứa bé. Cô đã sa thải Max để xoa dịu một người bạn kinh khủng của cô sau một tai nạn phục vụ tiệc cupcake.Sau đó cô cầu xin Max trở về toàn thời gian, Max quyết định chỉ quay lại khi đó là công việc bán thời gian. Nhân vật này không được nhìn thấy hoặc nhắc tới nữa, có nghĩa bộ phim đã quyết định cho Max không dính líu gì đến cô ta.
- Nick Zano trong vai Johnny (phần 1–2). Là người khiến tình cảm của Max khá thăng trầm. Anh ta nói với Max anh chia tay với Cashandra và đã kết hôn với một người phụ nữ anh chỉ gặp một tuần trước đây trong mùa 1 tập cuối. Anh ta không xuất hiện lại cho đến tập "And the Big Opening" của phần 2 bộ phim, chỉ là để have sex với Max. Anh ta và Max cùng nhận thấy rằng họ thật sự chỉ muốn nhau khi cả hai đang quen người khác. Anh ta ra đi ở phần cuối của tập phim đó hứa hẹn cô, anh sẽ gặp lại cô ấy một ngày nào đó.
- Ryan Hansen trong vai Andy (seasons 2, 5). chủ một cửa hàng bánh kẹo đối diện cửa hàng cupcake, có tình cảm với Caroline trong phần 2. Trong Season 5, Andy trở lại Williamsburg và mời Caroline và Max để đám cưới của mình. Anh ta kết hôn với Romy, một nhà thiết kế mũ.
- Federico Dordei trong vai Luis (season 3). Là một người đàn ông đỏm dáng. Ông này rất thích Oleg.
- Gilles Marini trong vai Nicolas (season 3). một "bậc thầy làm bánh" người Pháp sở hữu và giảng dạy tại Manhattan School of Pastry-trường dạy làm bánh ngọt. Caroline rất thích anh chàng này cho đến khi biết anh ta đã kết hôn trong tập "And the French Kiss". Anh ta và vợ mình có một mối quan hệ "mở" và vợ của anh thậm chí còn cho phép Caroline ngủ với Nicolas, nhưng Caroline từ chối vì cô không muốn ngủ với một người đàn ông đã lập gia đình. Sau đó anh ta chuyển về Pháp để ở với vợ mình, và do đó trường dạy làm bánh ngọt đóng cửa.
- Mary Lynn Rajskub trong vai Bebe (season 3), một đầu bếp bánh ngọt loạn thần kinh làm việc tại quầy lễ tân tại trường bánh ngọt. Sau đó, cô chuyển tới Canada, tuyên bố rằng "họ" đã tìm thấy cô.
- Eric André trong vai Deacon "Deke" Bromberg (season 3), một sinh viên người lai da màu và Do Thái tại trường dạy làm bánh ngọt, nhanh chóng trở thành bạn của Max, sau đó thành người yêu và rồi cũng thành người yêu cũ. Anh là người thứ hai nói "I love you" (người đầu tiên là Caroline) với Max. Sau đó tiết lộ rằng mặc dù sống trong một cái thùng rác được cải tạo, anh ta rất giàu, bố mẹ anh sở hữu một công ty thang máy lớn. Tuy nhiên, khi anh ta nhắm rằng sẽ thực hiện một lập trường chống lại cha mẹ của mình sau khi họ phản đối mối quan hệ của mình với Max, Max đã thuốc anh ta mê ngủ và cùng với Caroline đẩy cái "thùng rác" của anh ta trở về nhà ba mẹ, vì biết rằng anh ấy sẽ không thể đối mặt với một cuộc sống khốn khó thực sự. Trong tập "And the Wedding Cake Cake Cake", Max tiết rộ rằng cả hai đã không còn là của nhau.
- Patrick Cox trong vai John (seasons 3–4). một người đàn ông đầu hói hói đồng tính bự con, bạn cùng bàn với Max trong lớp học trường bánh ngọt, biệt danh ông là "Big Mary". Sau đó họ cùng làm việc tại The High.
- Sandra Bernhard trong vai Joedth (phát âm là "Jo") (season 4), một đồng tính nữa và là chủ của The High, nhà hàng bánh nơi Max và Caroline bắt đầu làm việc.
- Austin Falk trong vai Nashit "Nash" (Mùa 4), một cậu trai bồi bàn mới rất đẹp trai tại The High, sau đó bị đuổi việc vì có quan hệ tình cảm với Max. Được thuê lại bởi Han để làm công việc rửa chén. Cậu ấy trở về nhà Ireland khi mẹ cậu xuất hiện để bắt cậu về, cũng tiết lộ rằng Nash chưa đủ 18 tuổi.
- Ed Quinn trong vai Randy (season 5), một luật sư đã trở thành người yêu của Max trong khi các cô gái đang ở Hollywood để thảo luận về các bộ phim chuyển thể của câu chuyện cuộc đời của Caroline.  Sau đó anh ấy đã kết thúc mối quan hệ của họ trước khi cô ấy rời khỏi thị trấn, nói rằng anh thích cô ấy quá nhiều và biết biết rằng việc yêu xa sẽ thường kết thúc như thế nào. Nhưng sau đó anh đi theo cô đến New York và họ trong một thời gian họ đã quay lại với nhau.